# 프랑시스 퐁주
프랑시스 퐁주(Francis Ponge, 1899년 3월 27일 ~ 1988년 8월 6일)는 프랑스의 수필가이자 시인이다. 초현실주의의 영향을 받았다.

## 생애
1899년 3월 27일 프랑스 남부 도시 몽펠리에에서 태어났다. 일찍이 철학과 문학에 관심을 두었던 그는 나이 스물 무렵부터 시를 발표하고 1926년에 첫 시집을 펴냈지만, 당시 그의 글은 별 다른 주목을 받지 못했다. 1930년대의 젊은 퐁주는 글쓰기 이외에도 당시 근무하던 출판사의 노조 활동을 주도하고 좌파 시위에 참가하는 등 정치·사회의 다양한 쟁점에 활발히 뛰어들었다. 그가 불공평한 사회를 개혁하려 나선 공산당과 초현실주의의 취지에 공감하면서 초현실주의 제2차 선언문에 공동서명하고 공산당에 가입한 것도 이 무렵이었다. 그러나 자가당착에 빠진 현실 개혁 운동과 이념의 틀에 사로잡히기를 거부한 그는 지향하는 바가 달랐던 이들과 1940년대에 결별한다.
그가 작가로서 주목받게 된 것은 《사물의 편》(1942)을 읽은 사르트르가 〈인간과 사물)〉(1944)이라는 평론을 발표하면서부터다. 그는 조약돌, 달팽이와 같은 평범한 사물들에 글 쓰는 자신의 주관적 감정이나 초월적 관념을 부여하는 대신, 그것들을 ‘있는 그대로’ 보여 주려 했다.
퐁주는 ‘사물에 대한 고정관념’을 탈피하여 ‘사물의 편에서’ 세계를 바라보는 독특한 글쓰기로 프랑스 시 문학에 한 획을 그은 시인이다. 솔레르스, 데리다와 같은 프랑스 탈구조주의의 사상가들뿐 아니라, 프랑스 예술현상학의 독보적인 현상학자 말디네 등 다양한 갈래의 문인들이 그의 작품 세계에 주목하였고, 1960년부터 문학계의 흐름을 장악한 《텔 켈》 그룹의 문인들은 구조주의로 시작하여 탈구조주의로 이어지던 시대정신 변화의 물결이 일기 전부터 그 보이지 않는 시작점에 시인 퐁주가 있었음을 밝히고 그를 정신적 지주로 여겼다. 프랑스 사회 전반에 개혁을 몰고 온 68혁명보다 훨씬 앞선 1910년대 말부터 그는 통념에 길든 말에 저항하는 글쓰기로 세상을 바라보는 새로운 시선 하나를 보여 주며 자신만의 혁명을 실천한 시인이었다.